# Linia elektroenergetyczna Jekybastuz-Kokczetaw

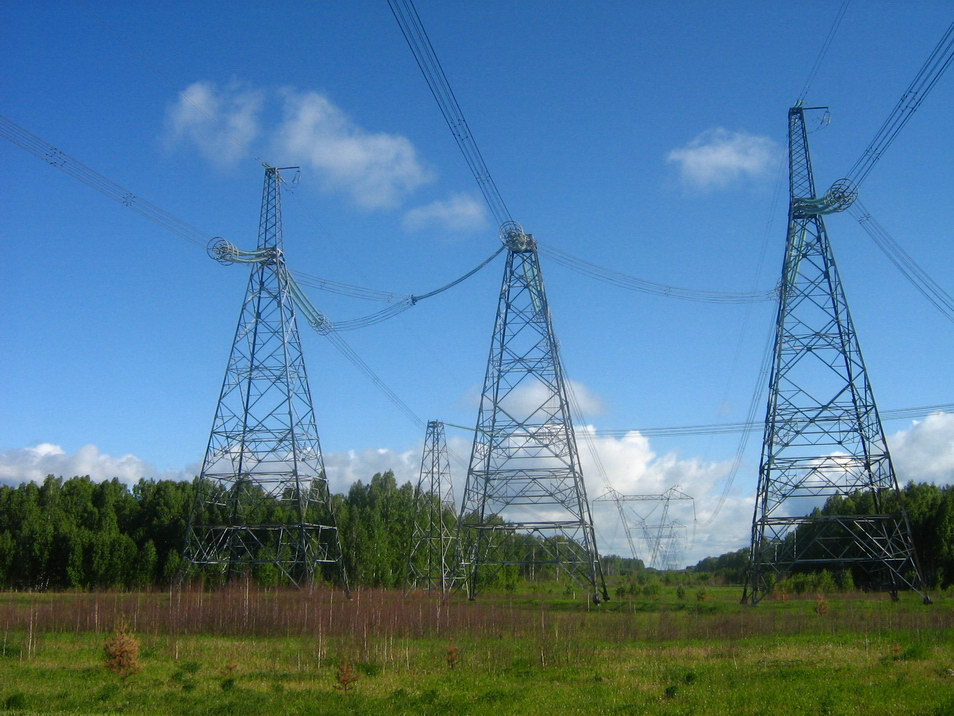
Linia na terenie obwodu czelabińskiego

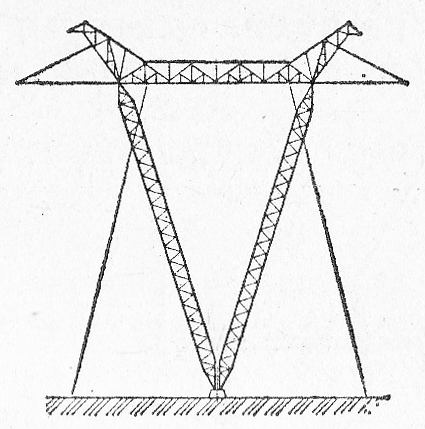
rysunek konstrukcji słupów wsporczych

Linia elektroenergetyczna Jekybastuz-Kokczetaw – linia napowietrzna skonstruowana na najwyższe na świecie napięcie przesyłowe 1150 kV. Została skonstruowana i uruchomiona w 1988 roku i zdolna jest przesyłać 5500 MW energii.
Linia, o numerze 1101, biegnie przez 432 km od miasta Jekybastuz do Kokczetawu. Przewody zawieszone są na słupach o średniej wysokości 60 m.